# Luis Gestoso de Miguel
Luis Gestoso de Miguel (Cartagena, 20 de diciembre de 1962) es un político español.Portavoz de Vox en el Ayuntamiento de Murcia (junio de 2024) y miembro del Comité Ejecutivo Nacional de Vox (enero de 2024)

## Biografía

### Formación universitaria
Luis nació en Cartagena en 1962. Creció en varias partes de España, —Palma de Mallorca y Alicante— debido al trabajo de su padre como magistrado. Se educó en un colegio jesuita de Alicante antes de iniciar la carrera de Derecho en la Universidad de Murcia. Sin embargo, trasladó sus estudios a la Escuela Naval Militar y se convirtió en reservista de la Armada española. También trabajó como consultor medioambiental para diversas empresas dentro y fuera de España.
Fuera de la política, es un entusiasta de las motocicletas y conduce una Harley-Davidson de la policía de Nueva York. Pertenece a la Asociación Privada de Archivos de la Iglesia Católica "Orden de los Pobres Caballeros de Cristo", dedicada a obras de caridad y ayuda al necesitado.
Está casado y tiene dos hijos.

### Carrera política
Luis fue miembro del Partido Popular (PP) durante treinta años y se hizo amigo del futuro líder de Vox, Santiago Abascal, durante su etapa en el Partido Popular del País Vasco. Durante ocho años fue director general de Seguridad Ciudadana y Emergencias de la Comunidad Autónoma de la Región de Murcia. Después intentó unirse a Ciudadanos, pero dimitió al ser investigado por corrupción, en un caso de urbanismo en Molina de Segura, cuando era concejal de Urbanismo y Medio ambiente.Siendo finalmente absuelto.
En las elecciones generales españolas de abril de 2019, Gestoso fue elegido miembro del Congreso de los Diputados por Murcia y es el presidente regional de Vox en la provincia. Durante su etapa como diputado en el Parlamento español fue vocal de la Comisión de Interior, la Comisión de Agricultura, Pesca y Alimentación y de la Comisión sobre Seguridad Vial.Tras las elecciones municipales de 2023 en Murcia, Gestoso consiguió un escaño, siendo nombrado portavoz de Vox en el Ayuntamiento de Murcia.
Santiago Abascal incluyó en su Comité Ejecutivo Nacional (CEN) a Luis Gestoso en enero de 2024, de cara a la Asamblea General de Vox que elegirá al candidato del partido para los próximos años.

## Distinciones
- Cruz al Mérito Militar con distintivo blanco (2010).[1]
- Cruz al Mérito Policial.[3]